# Inzelt Péter
Inzelt Péter (Budapest, 1944. október 8. – 2019. június 23.) az MTA Számítástechnikai és Automatizálási Kutatóintézet (SZTAKI) volt igazgatója, címzetes egyetemi tanár.

## Életpályája
Tanulmányait Moszkvában, a Mengyelejev Kémiai Technológiai Intézetben, majd a Budapesti Műszaki Egyetemen és az amerikai Purdue Egyetemen folytatta. 1968-tól a SZTAKI elődintézményében, az MTA Automatizálási Kutatóintézetben dolgozott, amely 1973-ban egyesült a Számítástechnikai Központtal. 1981-től a SZTAKI tudományos osztályvezetője, 1987-től gazdasági igazgatóhelyettese, majd 1993-tól nyugdíjazásáig, 2015-ig volt a SZTAKI igazgatója. Irányítása alatt a SZTAKI egyre jobban szerepelt  nemzetközi pályázatokon.
AZ ELTE informatika doktori iskolájának oktatója volt, címzetes egyetemi tanár.
16 éven át, 2016-ig volt a Neumann János Számítógép-tudományi Társaság felügyelőbizottságának elnöke.

## Díjai, elismerései
- A Magyar Köztársasági Érdemrend Tisztikeresztje
- A Magyar Érdemrend középkeresztje
- Széchenyi-díj (2007)
- Neumann-díj (2015)